# BE Circuit 2018
Der BE Circuit 2018 war die 32. Auflage dieser europäischen Turnierserie im Badminton.

## Die Wertungsturniere
| Termin                 | Turnier                          | Austragungsort   | Typ                     |
| ---------------------- | -------------------------------- | ---------------- | ----------------------- |
| 11.–14. Januar 2018    | Estonian International 2018      | Tallinn          | International Series    |
| 18.–21. Januar 2018    | Swedish Open 2018                | Lund             | International Series    |
| 25.–28. Januar 2018    | Iceland International 2018       | Reykjavík        | International Series    |
| 21.–24. Februar 2018   | Austrian Open 2018               | Wien             | International Challenge |
| 28.-3. März 2018       | Slovak Open 2018                 | Trenčín          | Future Series           |
| 8.–11. März 2018       | Portugal International 2018      | Caldas da Rainha | International Series    |
| 15.–18. März 2018      | KaBaL International 2018         | Karviná          | International Series    |
| 22.–25. März 2018      | Polish Open abgesagt             |                  | International Challenge |
| 29.-1. April 2018      | Croatian International 2018      | Zagreb           | Future Series           |
| 5.–8. April 2018       | Finnish Open 2018                | Vantaa           | International Challenge |
| 12.–15. April 2018     | Dutch International 2018         | Wateringen       | International Series    |
| 19.–22. April 2018     | Greece International 2018        | Sidirokastro     | Future Series           |
| 10.–13. Mai 2018       | Slovenia International 2018      | Medvode          | International Series    |
| 24.–27. Mai 2018       | Romanian International abgesagt  |                  | Future Series           |
| 31.-3. Juni 2018       | Latvia International 2018        | Jelgava          | Future Series           |
| 7.–10. Juni 2018       | Lithuanian International 2018    | Kaunas           | Future Series           |
| 14.–17. Juni 2018      | Spanish International 2018       | Madrid           | International Challenge |
| 4.–8. Juli 2018        | St. Petersburg White Nights 2018 | Gattschina       | International Challenge |
| 13.–16. August 2018    | Bulgaria Open 2018               | Sofia            | International Series    |
| 29.-2. September 2018  | Kharkiv International 2018       | Charkiw          | International Challenge |
| 6.–9. September 2018   | Belarus International 2018       | Minsk            | Future Series           |
| 12.–15. September 2018 | Belgian International 2018       | Löwen            | International Challenge |
| 20.–23. September 2018 | Polish International 2018        | Bieruń           | International Series    |
| 27.–30. September 2018 | Czech Open 2018                  | Brünn            | International Challenge |
| 4.–7. Oktober 2018     | Bulgarian International 2018     | Sofia            | Future Series           |
| 18.–21. Oktober 2018   | Greece Open 2018                 | Chania           | International Series    |
| 24.–27. Oktober 2018   | Israel International 2018        | Chazor Aschdod   | Future Series           |
| 1.–4. November 2018    | Hungarian International 2018     | Budaörs          | International Challenge |
| 8.–11. November 2018   | Norwegian International 2018     | Sandefjord       | International Series    |
| 14.–17. November 2018  | Irish Open 2018                  | Dublin           | International Series    |
| 22.–25. November 2018  | Slovenia Future Series 2018      | Brežice          | Future Series           |
| 28.-1. Dezember 2018   | Welsh International 2018         | Cardiff          | International Series    |
| 13.–16. Dezember 2018  | Italian International 2018       | Mailand          | International Challenge |
| 17.–20. Dezember 2018  | Turkey International 2018        | Ankara           | International Series    |